# Senilia senilis
Pour les articles homonymes, voir Arche.
Anadara senilis · Arche
Espèce
Synonymes
Anadara senilis Linnaeus
Senilia senilis (ou arche) est une espèce de mollusques bivalves que l'on trouve notamment dans l'ouest africain.
Déjà signalé par Michel Adanson dans son Histoire naturelle du Sénégal (1757), ce coquillage est exploité au Sénégal depuis des millénaires. Il est en particulier très présent dans les amas coquilliers du Sine-Saloum.

## Description
Valve droite et gauche du même spécimen:

Valve droite
Valve gauche